# Home Video
| Совокупная оценка     | Совокупная оценка |
| Источник              | Оценка            |
| --------------------- | ----------------- |
| Metacritic            | 85/100            |
| Оценки критиков       |                   |
| Источник              | Оценка            |
| AllMusic              | [ 5 ]             |
| Clash                 | 8/10              |
| Exclaim!              | 9/10              |
| NME                   | [ 8 ]             |
| Pitchfork             | 7.7/10            |
| Rolling Stone         | [ 9 ]             |
| Slant                 | [ 10 ]            |
| Tom Hull – on the Web | B+ ()             |

Home Video (с англ. — «Домашнее видео») — третий студийный альбом американской инди-рок певицы Люси Дакус, вышедший 25 июня 2021 года на независимом лейбле Matador.

## История
В конце февраля 2021 года некоторые поклонники Дакус получили по почте VHS кассету с новой песней. 9 марта 2021 года песня была выпущена под названием «Thumbs». Она долгое время был основным продуктом живых выступлений Дакус до его релиза. Дакус объяснила, как появилась эта песня, в пресс-релизе.
|            | Like most songs I write, I wasn't expecting it and it made me feel weird, almost sick. |  | Как и в большинстве песен, которые я пишу, я этого не ожидала, и это заставило меня чувствовать себя странно, почти болезненно |  |
| Люси Дакус |                                                                                        |  | |  |

Домашние видеозаписи используются в музыкальных клипах к альбому, поскольку Дакус «хотела визуализировать момент, когда вы впервые размышляете о своем детстве, который, я думаю, также может быть моментом, когда детство закончилось».

## Отзывы
Альбом получил положительные отзывы музыкальной критики и интернет-изданий. Он получил 85 из 100 баллов на интернет-агрегаторе Metacritic на основе 18 обзоров.
В обзоре AllMusic Марси Донельсон написала: «С тёплым вокалом и мелодиями Дакус, ведущими повсюду, Home Video — это захватывающий сет, пропитанный жизненными уроками и ностальгией». В журнале Clash Ребекка Сибли назвала его «мощным альбомом» «и» еще одним изысканным предложением от Люси Дакус", в то время как Пейтон Томас из Pitchfork оценил его как «смелое заявление, мощный пост-подростковое послание самой о себе». Рецензент Exclaim! Дилан Барнабэ утверждал, что «Дакус уже давно прославилась за её способности рассказчика, и Home Video ещё больше укрепляет эту репутацию. Это глубоко личный альбом, наполненный грубыми виньетками юной взрослости, которые цепляются за наше коллективное сознание». Риан Дейли из NME полагает, что «по большей части Дакус доказывает, что оглянуться на своё прошлое может заставить вас съежиться, но в те неустойчивые, неуклюжие дни там есть красота и ценность» . Энджи Марточчо из журнала Rolling Stone назвал альбом «её величайшей работой — связным и пронзительным сборником рассказов о её подростковом возрасте в Ричмонде, штат Вирджиния», с рассказами, «сотканными как лоскутное одеяло, с несколькими тёмными пятнами, напоминающими её героя альбома Брюса Спрингстина The River». Джереми Вайноград поделился подобной похвалой в своём обзоре для журнала Slant Magazine, заявив, что «в конечном итоге не столько нюансы текстов Дакус, сколько её готовность так свободно разоблачать себя и свое прошлое — даже самые сложные части — которые производят сильнейшее впечатление на Home Video».

### Признание
В январе 2025 года альбом включён в список лучших альбомов первой четверти XXI века (номер 102 в списке The 250 Greatest Albums of the 21st Century So Far).
| Публикация    | Список                            | Ранг | Ссылка |
| ------------- | --------------------------------- | ---- | ------ |
| The Guardian  | The 50 best albums of 2021        | 48   | [ 19 ] |
| NPR           | The 50 Best Albums of 2021        | 3    | [ 20 ] |
| Paste         | The 50 Best Albums of 2021        | 28   | [ 21 ] |
| Rolling Stone | 50 Best Albums of 2021            | 5    | [ 22 ] |
| Slant         | The Best Albums of 2021 … So Far  | н/д  | [ 23 ] |
| Stereogum     | The 50 Best Albums Of 2021 So Far | 15   | [ 24 ] |
| Uproxx        | The Best Albums Of 2021           | н/д  | [ 25 ] |

## Список композиций
Слова и музыка всех песен — Lucy Dacus, продюсеры Lucy Dacus, Colin Pastore, Jacob Blizard, Jake Finch.
| №                   | Название            | Длительность |
| ------------------- | ------------------- | ------------ |
| 1.                  | «Hot & Heavy»       | 4:10         |
| 2.                  | «Christine»         | 2:33         |
| 3.                  | «First Time»        | 4:14         |
| 4.                  | «VBS»               | 3:56         |
| 5.                  | «Cartwheel»         | 3:24         |
| 6.                  | «Thumbs»            | 4:25         |
| 7.                  | «Going Going Gone»  | 3:13         |
| 8.                  | «Partner in Crime»  | 4:38         |
| 9.                  | «Brando»            | 3:00         |
| 10.                 | «Please Stay»       | 4:19         |
| 11.                 | «Triple Dog Dare»   | 7:44         |
| Общая длительность: | Общая длительность: | 45:36        |

## Чарты
| Чарт (2021)                                           | Высшая позиция |
| ----------------------------------------------------- | -------------- |
| Шотландия (Scottish Albums Chart)                     | 6              |
| Великобритания (UK Albums Chart)                      | 85             |
| Великобритания (Official Americana Albums Chart, OCC) | 2              |
| Великобритания (UK Independent Albums Chart)          | 8              |
| США (Billboard 200)                                   | 104            |
| США (Billboard Top Alternative Albums)                | 9              |
| США (Billboard Folk Albums)                           | 3              |
| США (Billboard Top Rock Albums)                       | 16             |
| США (Billboard Independent Albums)                    | 10             |